# Babulu Selatan
Babulu Selatan is een bestuurslaag in het regentschap Belu van de provincie Oost-Nusa Tenggara, Indonesië. Babulu Selatan telt 1145 inwoners (volkstelling 2010).